# 高拱乾
高拱乾（？—？），字洪喜，號九臨，中國陝西榆林人，清朝官員。
身為蔭生的高拱乾，於1682年（康熙21年）任戶部郎中，1690年任泉州府知府。翌年，再升任台廈道，掌管台灣全境。1695年任滿後，任浙江按察使。高拱乾所修編的《臺灣府志》（後世通稱「高志」）為台灣史重要文獻之一。
臺灣屏東六堆客家精神中心西勢忠義亭有以「欽命福建分巡臺澎兵備道兼提督學政」的職名供奉官員牌位，牌位上時間為康熙31年(1692)，而忠義亭建立時間為康熙61年(1722)。